# 霍諾拉維爾 (阿拉巴馬州)
霍諾拉維爾（英語：Honoraville）是一個位於美國阿拉巴馬州克倫肖縣的非建制地區。該地的面積和人口皆未知。

## 地理
霍諾拉維爾的座標為31°51′03″N 86°24′22″W / 31.85083°N 86.40611°W，而該地最高點為海拔高度156米（即512英尺）。